# Société nationale du transport et de la logistique
La Société Nationale des Transports et de la logistique (SNTL) est une société anonyme marocaine à capitaux publics et chargée d'assurer, dans le cadre de la concurrence, des services de commissionnaire dans le domaine des transports de marchandises sur les plans national et international, d´établir et d'exploiter des bureaux de chargement et de centres logistiques pour le groupage, le dégroupage, l'entreposage sous douane ou hors douane des marchandises.

## Dates clés
Société anonyme créée le 1er janvier 2007 en vertu de la loi 25-02, en remplacement de l’ONT (l´Office National des Transports), la Société Nationale des Transports et de Logistique est un acteur majeur du secteur du transport et de la logistique au Maroc.
Grand prestataire de services d’affrètement national et international depuis plus de 70 ans, la SNTL offre une palette de prestations complémentaires, en gestion de la chaîne logistique, répondant aux hautes normes de sécurité, de qualité et de proximité.

## Missions
Assurer l'arrivée de la marchandise avec les autres pays.